# Pauze Festival
Het Pauze Festival is een jaarlijks muziekfestival in Gent dat georganiseerd wordt door (K-RAA-K)3. Het evenement vond voor het eerst plaats in 2005. 
Het Pauze Festival presenteert jaarlijks een programma  met musici overwegend actief in de experimentele rock, elektroakoestische muziek en andere vormen van avant-gardemuziek. Daarnaast worden er een aantal nevenactiviteiten georganiseerd in de vorm van documentaires, films, presentaties en lezingen. Het festival wordt in 2008 zowel in Gent als in Utrecht gehouden. De Nederlandse editie wordt verzorgd door stichting Impakt.
Locaties zijn De Vooruit en Ipem in Gent en Theater Kikker en SJU Jazzpodium in Utrecht.

## Editie 2005
Daud Khan, Tsehaytu Beraki, Greg Malcolm, Ellen Fullman, Ignatz, Charalambides, Animal Collective

## Editie 2006
26 - 28 oktober
Artiesten: MV & EE with the Bummer Road, Spires That in the Sunset Rise, Charlie Nothing, Fish & Sheep, Jonathan Kane, Eckehard Ehlers & Joseph Suchy, Jos Steen, Keij Haino, Kan Mikami, 

## Editie 2007
9 november – 1 december 2007, Gent, De Vooruit – Witte Zaal – Cinema Sphinx
Artiesten: Eliane Radigue, Volcano The Bear, Noah Howard Quartet, Climax Golden Twins, Acid Mothers Temple, Howlin Rain, Soft Circle, Sic Alps

## Editie 2008
13-15 november, Gent & Utrecht.
Artiesten: Wooden Shjips, ARP, Köhn, Sword Heaven, Kim Doo Soo, Kang Tae Hwan, Sato Yukie, Ryu Hankil & Choi Joonyong, Yuri Landman.